# Cultura colchica

La cultura colchica o cultura della Colchide (dal 1200 al 600 a.C.) è una cultura  della tarda età del bronzo e dell'età del ferro, situata nel Caucaso occidentale, soprattutto nella Georgia occidentale. Alla cultura colchica successe, parzialmente, la cultura di Koban nel Caucaso settentrionale e centrale. 
Il suo nome deriva dall'antica regione geografica della Colchide, che copriva una vasta area lungo le coste del Mar Nero.